# 白振铎
白振鐸（法語：Géraud Bray；1825年12月4日—1905年9月24日）是天主教法國籍主教及遣使會會士。曾任江西宗座代牧區宗座代牧（1870年-1879年）、江西北境宗座代牧區宗座代牧（1879年-1905年）。

## 生平
白振铎出生于1825年12月4日，法蘭西王國中南部康塔爾省的市鎮聖弗盧爾。1850年12月13日，他在25歲時於巴黎加入遣使会。1852年5月21日，白振鐸在26岁時晉鐸。其後，他被派遣到中國，經過上海，先後在蒙古和直隸省传教。
1870年3月15日，白振铎在44歲時獲時任教宗庇護九世任命為江西宗座代牧區宗座代牧，領銜阿爾及利亞萊吉亞教區主教。同年11月20日，在九江由浙江宗座代牧苏凤文主教主礼晉牧。1879年8月19日，聖座將江西宗座代牧區一分為二，成立江西北境宗座代牧區和江西南境宗座代牧區，繼續由遣使會法國籍會士負責，白振鐸主教留任西北境宗座代牧。
1905年9月24日，白振铎主教在清朝江西省九江去世，享年80岁。